# شيرين بولو
شيرين بولو ، المعروف أيضًا باسم أرز الزفاف الفارسي أو أرز رأس السنة العبرية ، هو بيلاف أرز فارسي تقليدي يتم تقديمه عادةً للاحتفال بالمناسبات الخاصة مثل حفلات الزفاف .   
في المجتمع اليهودي الفارسي في جميع أنحاء العالم، غالبًا ما يرتبط بالأعياد مثل عيد المساخر ،    وعيد الفصح ، ورأس السنة العبرية والأعياد اليهودية الكبرى .   يتم تقديمه كوجبة إفطار في شهر رمضان .

## ملخص
يتم تقديم شيرين بولو عادة في الاحتفالات مثل حفلات الزفاف وأعياد الميلاد والعطلات. وهو عبارة عن أرز مطهو على البخار على الطريقة الفارسية ومزين بالمكسرات والفواكه المجففة مثل الزعرور والمشمش والتمر.   

## تحضير

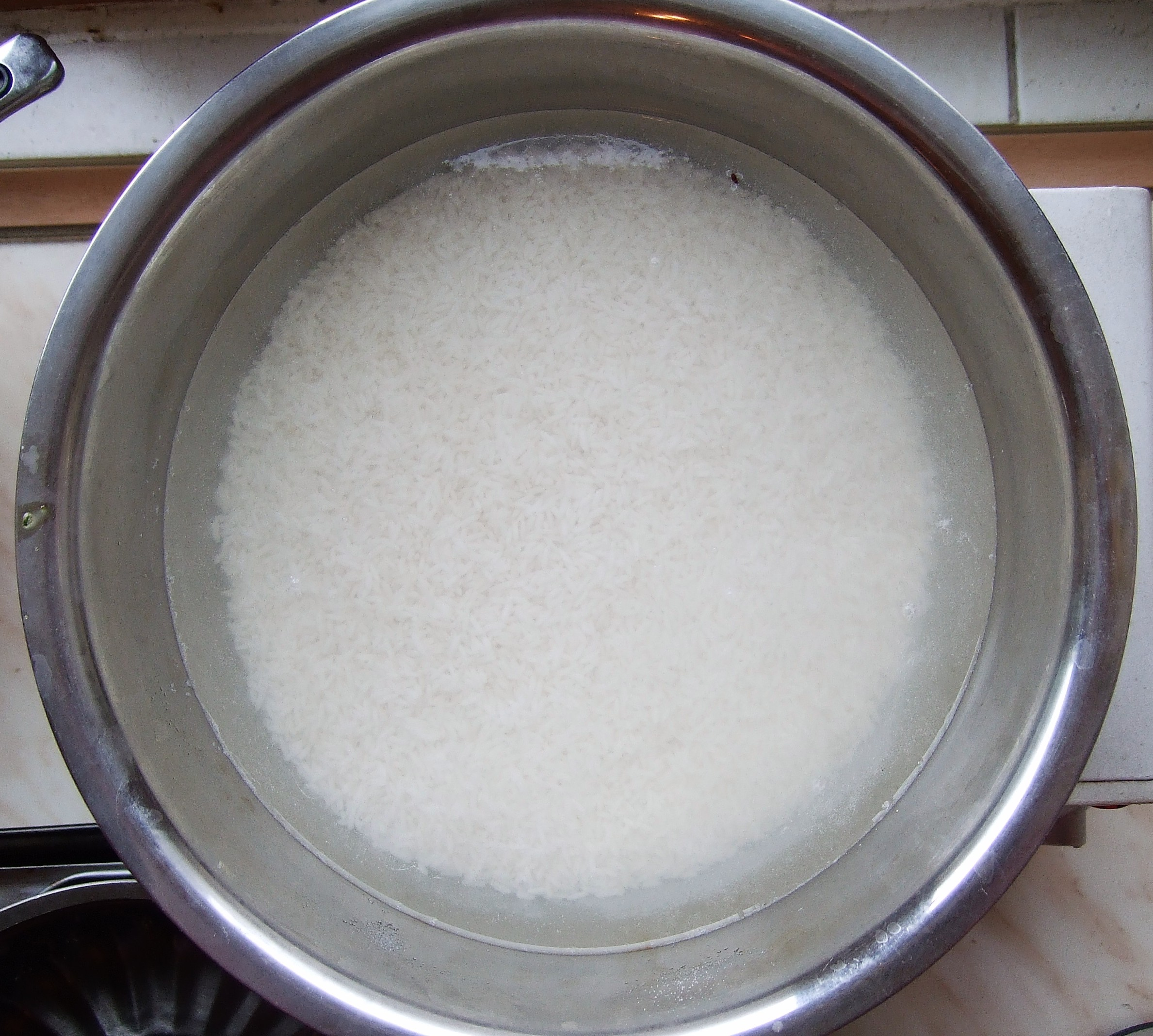
نقع الأرز لشيرين بولو

يتم تحضير شيرين بولو عادة بالطريقة الفارسية المعتادة: النقع والغليان، ثم تصفيته وطهيه بالبخار بعد خلطه بزيت الطهي والزعفران أو الكركم والتوابل والبهارات الأخرى. في بعض الأحيان يتم تحضيره بقشرة مقرمشة، الأرز المحترق أو تاجين . عندما يتم طهيه، يتم إخراجه من القالب ووضعه على طبق التقديم مع التحريك للتزيين. ثم يتم تزيينها بالفواكه المجففة مثل المشمش، والزعرور، والتمر، والخوخ، والمكسرات مثل الفستق، واللوز، والجوز، أو البندق، وأحيانا قشر البرتقال. يمكن ترك الفواكه المجففة والمكسرات كاملة أو مقطعة. 

## خدمة
غالبًا ما يتم تقديم شيرين بولو مع الدجاج المخبوز المتبل. 

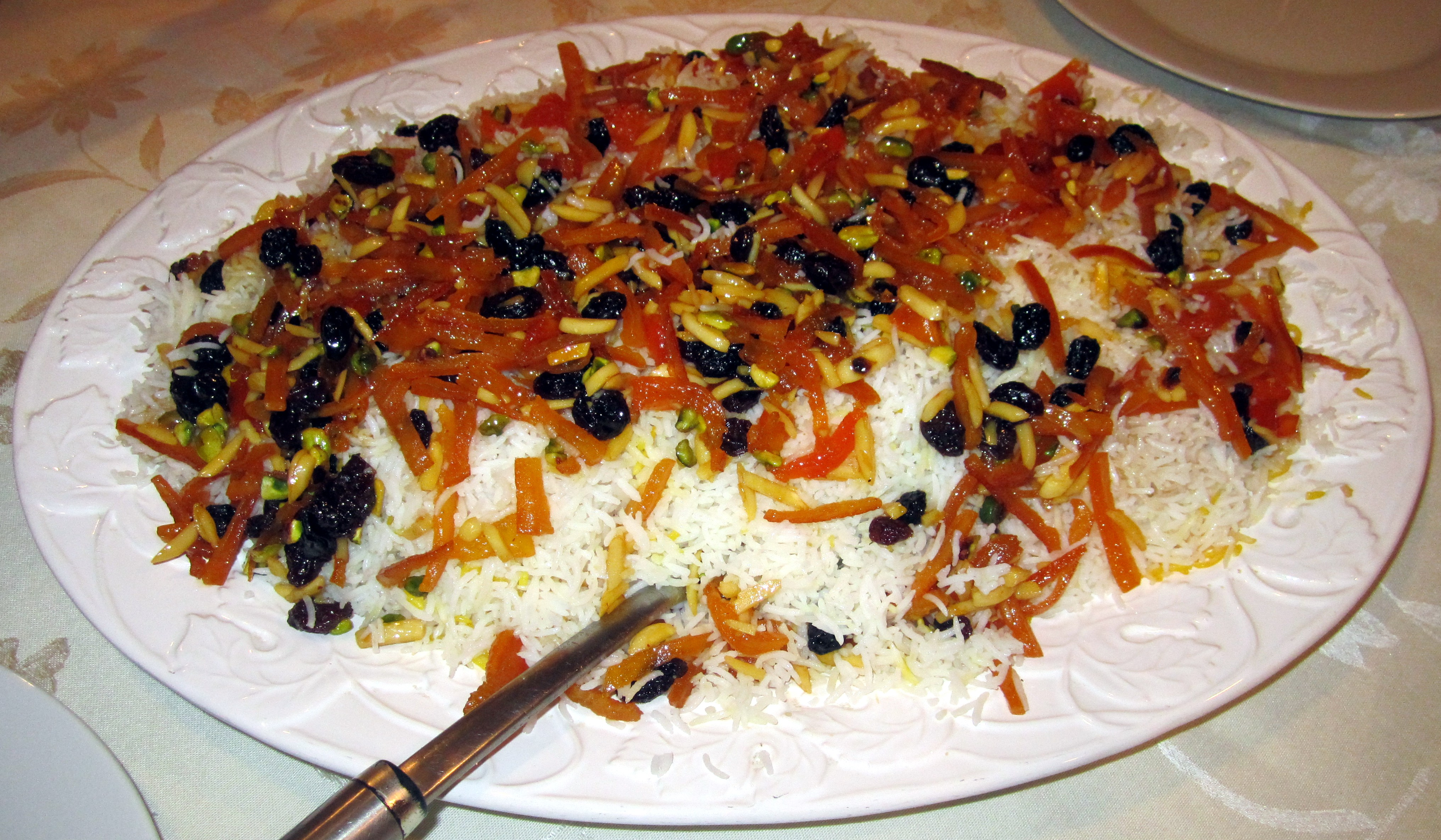
شيرين بولو مع قشر البرتقال المسكر